# Guillermo VI de Angulema
Guillermo VI de Angulema (?-1186) también conocido como Guillermo VI Tallaferro (era el séptimo Guillermo de la familia, el sexto conde de tal nombre y el quinto con el mismo apodo) fue conde de Angulema desde 1181 hasta su muerte en el 1186. 
Su hermano Vulgrí III falleció en el 1181 y dejó una hija, Matilde de Angulema, que era la legítima heredera, pero todavía era bastante joven. Ricardo I de Inglaterra se declaró su tutor, pero aun así los hermanos de Vulgrí III, Guillermo VI de Angulema y Aimar Tallaferro, le disputaron la sucesión a su sobrina; el primero obtuvo el título condal. No obstante, Matilde conservó parte del condado.
Al morir sin descendencia Guillermo VI en el 1186 (o 1185, según otras fuentes) le sucedió su hermano Aimar Tallaferro.